# Hystrichodexia armata
Hystrichodexia armata là một loài ruồi trong họ Tachinidae.